# Мануель Оксенрайтер
Мануель Оксенрайтер (нім. Manuel Ochsenreiter; 18 травня 1976, Існи-ім-Альгой — 18 серпня 2021, Москва) — німецький ультраправий журналіст, якого підозрювали в замовленні підпалу культурного центру в Ужгороді.
З 1994 по 2004 рік був автором ультраправої газети Junge Freiheit, а також дописувачем журналів Sezession Інституту державної політики та видання eigentümlich frei. З 2004 по 2011 рік був головним редактором часопису Deutsche Militärzeitschrift, дописувачем якого був до самої смерті. У березні 2011 року перейшов на ту ж посаду в щомісячному журналі First! Обидва журнали видаються Дітмаром Мюньєром і належать до ультраправого спектру. Оксенрайтер підготував для журналу багато фоторепортажів із гарячих точок, таких як Сирія, Іран, Ліван, Угорщина та Україна. Був гостем на міжнародних неофашистських конференціях, організував подібні заходи.
Він також працював у Бундестазі для правопопулістської партії «Альтернатива для Німеччини», поки не почав переховуватися в Росії за підозрою у замовленні підпалу будівлі Товариства угорської культури Закарпаття в Ужгороді 4 лютого 2018 року. Він свою причетність заперечував, однак утік до Росії після того, як у січні 2019 року прокуратура Німеччини почала розслідування.
В Росії кураторами Оксенрайтера були структури «православного олігарха» Костянтина Малофєєва. У Москві Оксенрайтер виступав з антиукраїнськими висловлюваннями в ефірах російських пропагандистів, був знайомий із російський неофашистом Олександром Дугіним, часто їздив до окупованого Криму.
Помер у Москві в результаті серцевого нападу.